# Liste der Biografien/Ferd
Liste der Biografien |
Portal Biografien |
Personensuche
# |
A |
B |
C |
D |
E |
F |
G |
H |
I |
J |
K |
L |
M |
N |
O |
P |
Q |
R |
S |
T |
U |
V |
W |
X |
Y |
Z |
?
 
Fa |
Fe |
Ff |
Fh |
Fi |
Fj |
Fk |
Fl |
Fm |
Fn |
Fo |
Fr |
Ft |
Fu |
Fy
 
Fea |
Feb |
Fec |
Fed |
Fee |
Fef |
Feg |
Feh |
Fei |
Fej |
Fek |
Fel |
Fem |
Fen |
Feo |
Fer |
Fes |
Fet |
Feu |
Fev |
Few |
Fey |
Fez
 
Fera |
Ferb |
Ferc |
Ferd |
Fere |
Ferf |
Ferg |
Ferh |
Feri |
Ferj |
Ferk |
Ferl |
Ferm |
Fern |
Fero |
Ferr |
Fers |
Fert |
Feru |
Ferv |
Ferw |
Fery |
Ferz
Die Liste der Biografien führt alle Personen auf, die in der deutschsprachigen Wikipedia einen Artikel haben. Dieses ist eine Teilliste mit 86 Einträgen von Personen, deren Namen mit den Buchstaben „Ferd“ beginnt.

## Ferd

### Ferda
- Ferda, Mem (* 1963), britischer Schauspieler

### Ferde
- Ferden, Bruce (1949–1993), US-amerikanischer Dirigent
- Ferderuchus, Bruder des Feletheus, rugischer Adliger

### Ferdi
- Ferdin, Josef (1871–1957), österreichischer Politiker, Landtagsabgeordneter
- Ferdinan, Marselino (* 2004), indonesischer Fußballspieler
- Ferdinand (1188–1233), Graf von Flandern und Hennegau
- Ferdinand (1488–1550), Kronprinz von Neapel und Vizekönig von Valencia
- Ferdinand (1652–1703), Fürst von Schwarzenberg, deutsch-böhmischer Adeliger
- Ferdinand (1721–1792), preußischer GeneralfeldmarschallFerdinand (1721–1792)

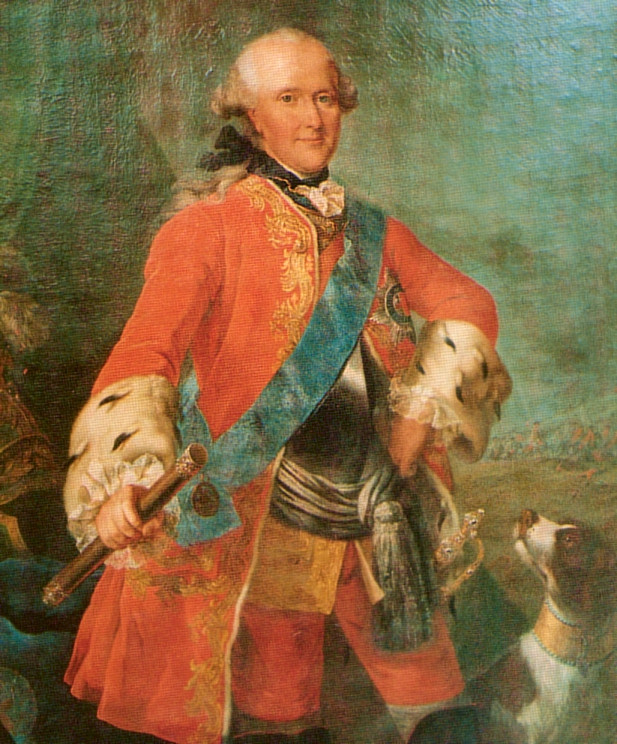
Ferdinand (1721–1792)

- Ferdinand (1751–1802), Infant von Spanien und Herzog von Parma, Piacenza und Guastalla (1765–1802)
- Ferdinand (1769–1830), Herzog von Anhalt-Köthen
- Ferdinand (1783–1866), Landgraf von Hessen-Homburg, österreichischer General der Kavallerie
- Ferdinand Albrecht I. (1636–1687), Herzog von Braunschweig-Wolfenbüttel-Bevern
- Ferdinand Albrecht II. (1680–1735), Fürst von Braunschweig-Bevern und Braunschweig-Wolfenbüttel, Herzog von Braunschweig-Lüneburg
- Ferdinand de la Cerda (1255–1275), Kronprinz von Kastilien
- Ferdinand Georg August von Sachsen-Coburg-Saalfeld-Koháry (1785–1851), Prinz von Sachsen-Coburg-Saalfeld, österreichischer Feldmarschallleutnant
- Ferdinand Helfried von Meggau († 1585), Landeshauptmann ob der Enns
- Ferdinand I. († 1065), König von Kastilien und León
- Ferdinand I. (1345–1383), neunte König von Portugal
- Ferdinand I. (1380–1416), König von Aragonien
- Ferdinand I. (1424–1494), König von Neapel
- Ferdinand I. (1503–1564), Kaiser des Heiligen Römischen Reichs und König von Böhmen und Ungarn
- Ferdinand I. (1751–1825), König beider Sizilien (1815/16–1825), König von Neapel (1759–1806), König von Sizilien (1759–1815)
- Ferdinand I. (1793–1875), Kaiser von Österreich
- Ferdinand I. (1861–1948), Fürst und Zar von Bulgarien aus der Dynastie Sachsen-Coburg-Gotha
- Ferdinand I. (1865–1927), rumänischer König
- Ferdinand II. (1137–1188), König von León; trug den Titel König von Spanien
- Ferdinand II. (1452–1516), König von Spanien und Aragonien
- Ferdinand II. (1469–1496), König von Neapel
- Ferdinand II. (1529–1595), Erzherzog von Österreich, Landesfürst von Tirol
- Ferdinand II. (1578–1637), Kaiser des Heiligen Römischen ReichesFerdinand II. (1578–1637)

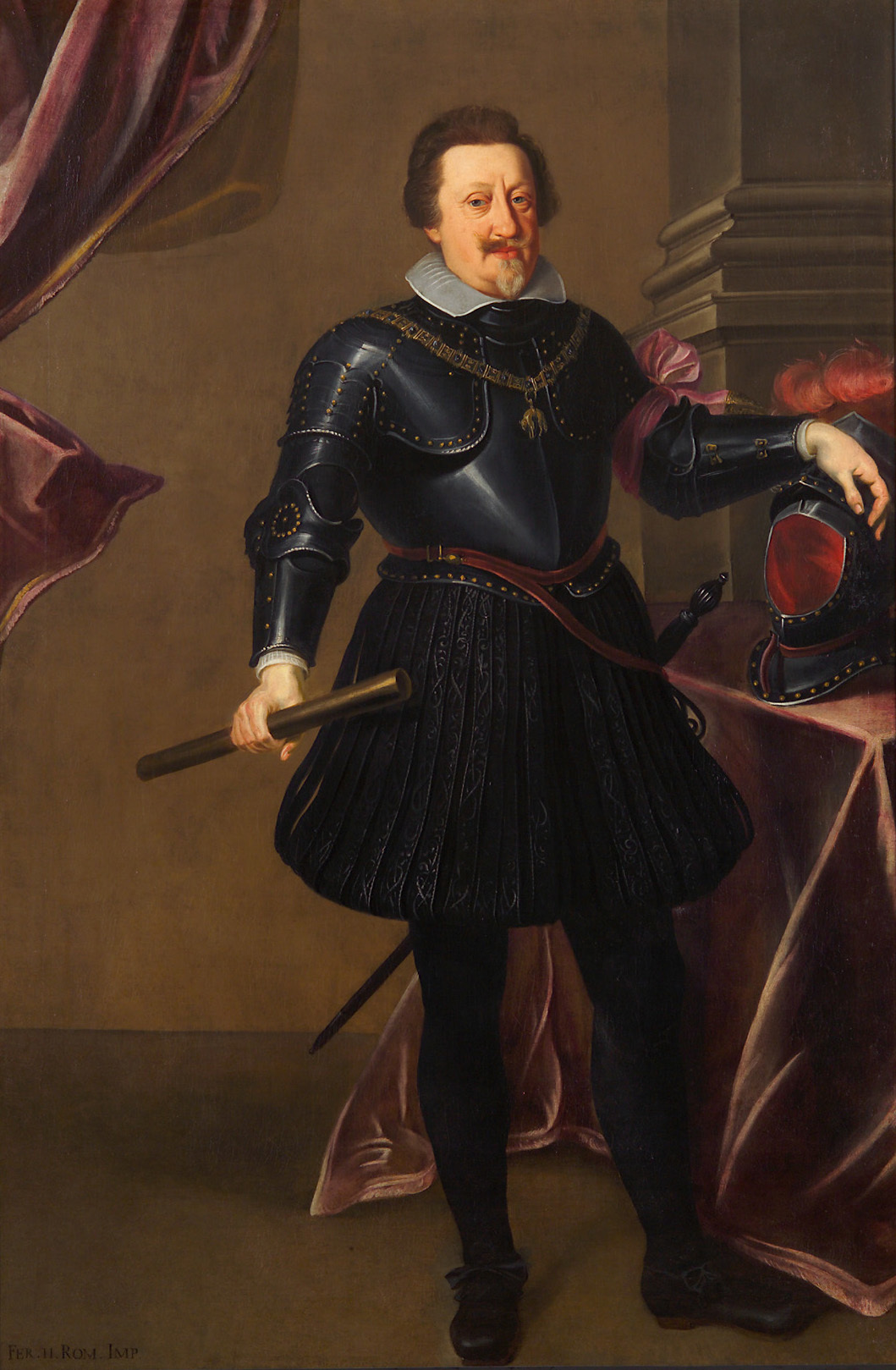
Ferdinand II. (1578–1637)

- Ferdinand II. (1810–1859), König Neapels und beider Sizilien
- Ferdinand II. (1816–1885), König von Portugal
- Ferdinand II. de la Cerda (* 1275), Infant von Kastilien
- Ferdinand III. (1199–1252), König von Kastilien (als Ferdinand II.) und König von Spanien (als Ferdinand III.)
- Ferdinand III. (1608–1657), Kaiser des Heiligen Römischen ReichesFerdinand III. (1608–1657)

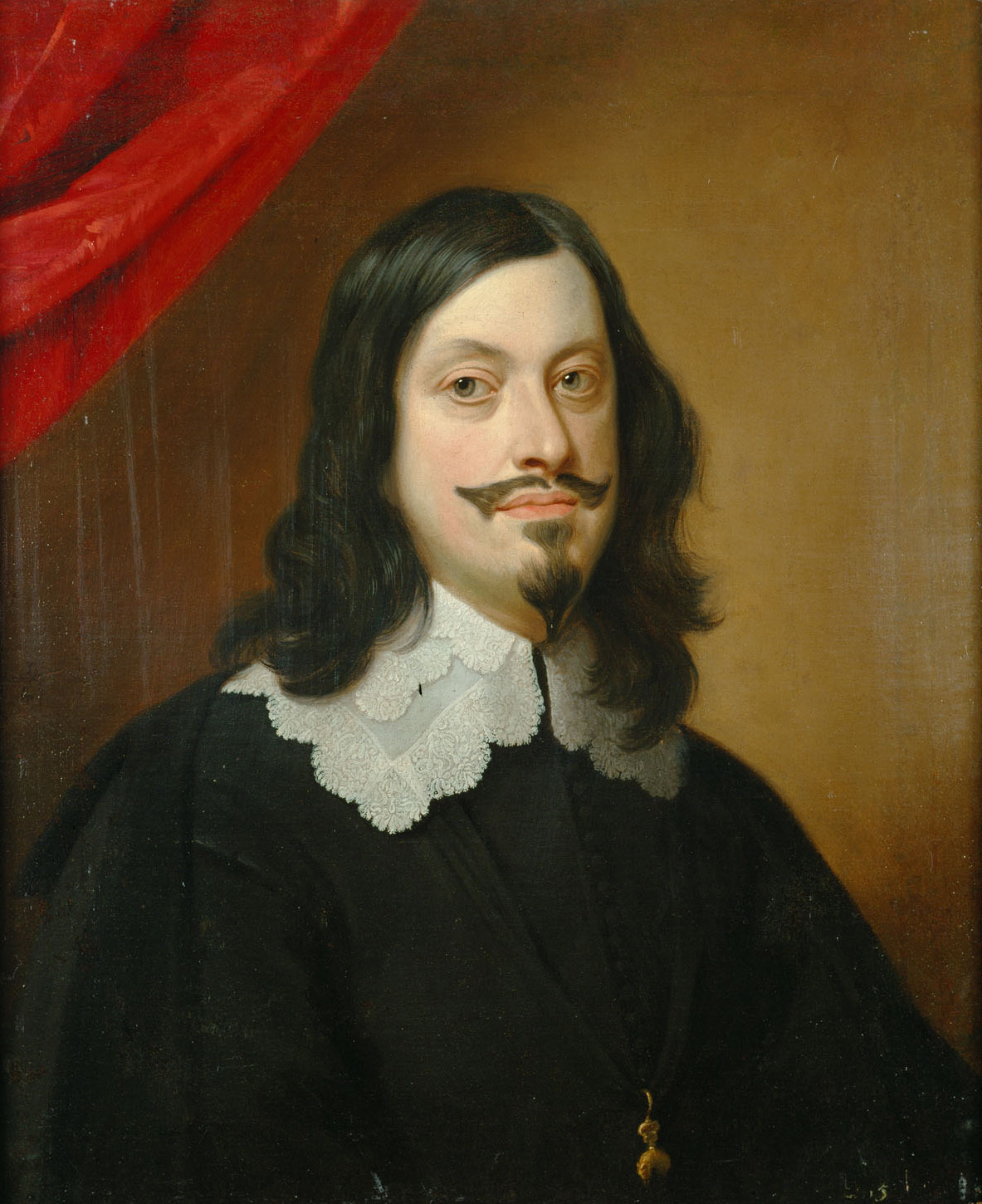
Ferdinand III. (1608–1657)

- Ferdinand III. (1769–1824), Großherzog von Toskana
- Ferdinand IV. (1285–1312), König von Kastilien und Spanien
- Ferdinand IV. (1633–1654), König des Heiligen Römischen Reiches, von Böhmen und Ungarn
- Ferdinand IV. (1835–1908), Großherzog der Toskana
- Ferdinand Karl (1628–1662), Landesfürst von Tirol
- Ferdinand Karl von Österreich (1868–1915), Erzherzog von Österreich
- Ferdinand Karl von Österreich-Este (1754–1806), Erzherzog von Österreich, Generalgouverneur der Lombardei und Begründer des Hauses Habsburg-Este
- Ferdinand Karl von Österreich-Este (1781–1850), österreichischer Feldmarschall und Generalgouverneur
- Ferdinand Karl von Österreich-Este (1821–1849), Erzherzog von Österreich-Este
- Ferdinand Maria (1636–1679), Kurfürst von Bayern
- Ferdinand Maria Innozenz von Bayern (1699–1738), bayerischer Prinz und kaiserlicher Generalfeldmarschall
- Ferdinand Maria von Savoyen-Carignan (1822–1855), italienischer Adliger und erster Herzog von Genua
- Ferdinand Maximilian (1653–1687), Domherr und Graf von Rietberg
- Ferdinand Maximilian von Baden-Baden (1625–1669), Erbprinz von Baden-Baden
- Ferdinand Philippe d’Orléans, duc de Chartres (1810–1842), französischer Adliger und Thronfolger
- Ferdinand VI. (1713–1759), König von Spanien
- Ferdinand VII. (1784–1833), König von Spanien (1814–1833)Ferdinand VII. (1784–1833)

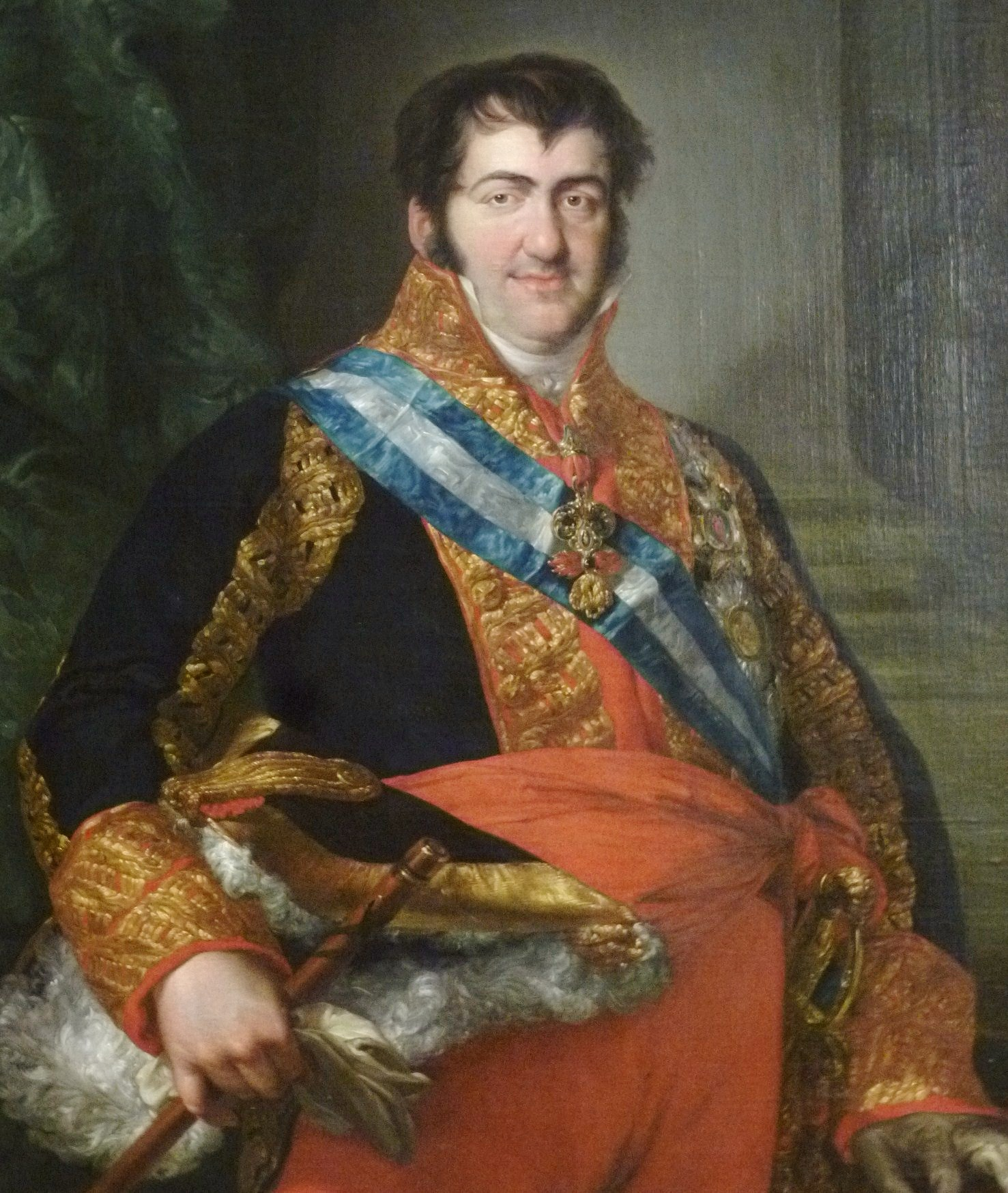
Ferdinand VII. (1784–1833)

- Ferdinand von Avis (1402–1443), Infant von Portugal, Großmeister des Avis-Ordens
- Ferdinand von Bayern (1550–1608), Prinz von Bayern und Feldherr
- Ferdinand von Bayern (1577–1650), Kurfürst und Erzbischof von Köln
- Ferdinand von Dänemark (1792–1863), Kronprinz von Dänemark
- Ferdinand von Erwitte (1628–1706), Abt von Werden
- Ferdinand von Mallorca (1278–1316), Infant des Königreich Mallorca und Titularfürst von Achaia aus dem Haus Barcelona
- Ferdinand von Österreich (1571–1578), Fürst von Asturien
- Ferdinand von Spanien (1609–1641), Kardinal, Erzbischof von Toledo und Feldherr im Dreißigjährigen Krieg
- Ferdinand Wilhelm (1659–1701), Herzog von Württemberg und Generalfeldmarschall
- Ferdinand Wilhelm von Bayern (1620–1629), Domherr in Münster, Köln und Salzburg
- Ferdinand, Anton (* 1985), englischer Fußballspieler
- Ferdinand, Hans-Jürgen (* 1943), deutscher Fußballspieler
- Ferdinand, Horst (1921–2004), deutscher Stenograf
- Ferdinand, Johannes Baptist (1880–1967), deutscher Heimatforscher und Rechtswissenschaftler
- Ferdinand, Les (* 1966), englischer Fußballspieler
- Ferdinand, Rio (* 1978), englischer FußballspielerRio Ferdinand (* 1978)

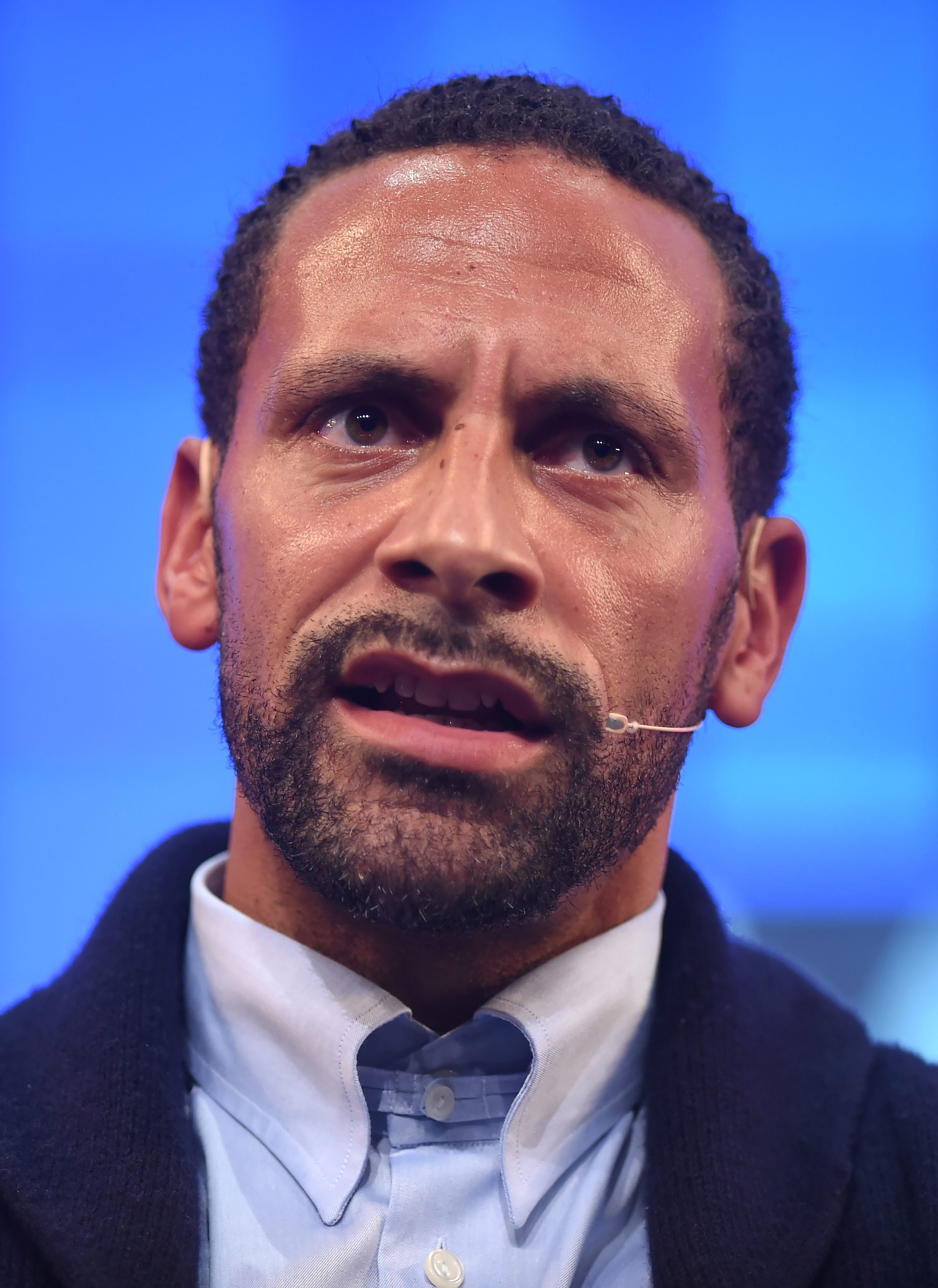
Rio Ferdinand (* 1978)

- Ferdinand, Stephan (* 1962), deutscher Journalist und Hochschullehrer
- Ferdinandi, Vincenzo (1920–1990), italienischer Modedesigner
- Ferdinando Carlo von Gonzaga-Nevers (1652–1708), Herzog von Mantua und Montferrat
- Ferdinando Gonzaga (1587–1626), zweiter Sohn des Herzogs Vincenzo I. Gonzaga von Mantua
- Ferdinando I. de’ Medici (1549–1609), italienischer Kardinal (seit 1562) und Großherzog der Toskana (ab 1587)
- Ferdinando II. de’ Medici (1610–1670), Großherzog der Toskana
- Ferdinando, Epifanio (1569–1638), italienischer Arzt der Renaissance
- Ferdinandusse, Rinus (1931–2022), niederländischer Journalist, Chefredakteur und Autor
- Ferdinandy, Gyula (1873–1960), ungarischer Politiker und Minister
- Ferdinandy, Michael de (1912–1993), ungarischer Historiker
- Ferdiny, Martin (* 1966), österreichischer Musiker, Rundfunk- und Fernsehmoderator

### Ferdj
- Ferdjoukh, Malika (* 1957), französische Schriftstellerin

### Ferdm
- Ferdman, Tatjana Michailowna (* 1957), russische Tischtennisspielerin

### Ferdo
- Ferdon, John W. (1826–1884), US-amerikanischer Jurist und Politiker
- Ferdosipour, Mojtaba (* 1966), iranischer Diplomat
- Ferdowsi, Arash (* 1985), US-amerikanischer Unternehmer

### Ferdy
- Ferdy, Will (1927–2022), belgischer Sänger, Komponist, Autor und Schauspieler